# Вимірювання швидкості силою Лоренца
Вимірювання швидкості силою Лоренца (ВСЛ) — це безконтактний електромагнітний метод визначення швидкості та витрат електропровідних рідин. ВСЛ використовується, зокрема, при роботі з рідкими металами, такими як сталь чи алюміній, і в даний час метод знаходиться на стадії розробки для застосування в металургії. Вимірювання швидкості та витрат таких агресивних та високотемпературних рідин, як розплав скла — серйозний виклик для технічної гідромеханіки. Саме для вирішення цієї проблеми може бути застосовано ВСЛ. Крім дослідження рідких матеріалів, ВСЛ може використано як для вимірювання швидкості твердих електропровідних матеріалів, так і для виявлення в них структурних мікродефектів.
Вимірювальні системи, що використовують для своєї роботи принцип ВСЛ, називаються витратоміри силою Лоренца. Вони можуть застосовуватися для визначення інтегрованої або об'ємної сили Лоренца, яка виникає внаслідок взаємодії рідкого провідника, що рухається з певною швидкістю, та прикладеного магнітного поля. У цьому випадку характерний розмір зони впливу магнітного поля має той же порядок, що і розмір каналу з рідиною. Варто підкреслити, що у випадку використання обмеженого по розміру магнітного поля можливо проводити вимірювання локальної швидкості потоку.

## Вступ
Найдавніше застосування магнітного поля для вимірювання потоку рідини датується дев'ятнадцятим сторіччям, коли в 1832 році Майкл Фарадей намагався визначити швидкість течії річки Темза. Фарадей використав метод, при якому потік (течія річки) зазнавав впливу магнітного поля (магнітне поле Землі) і різниця потенціалів, що мала виникати при цьому, вимірювалась за допомогою двох електродів, розміщених поперек річки.
Згідно такому ж принципу працює один з найбільш комерційно успішних електромагнітних приладів для дослідження потоку рідини — індуктивний витратомір. Теоретичну основу для створення таких приладів було розроблено англійським фізиком Артуром Шеркліфом (Arthur Shercliff) в п'ятидесятих роках двадцятого століття. Хоча індуктивні витратоміри широко застосовуються для визначення витрат різноманітних рідин при кімнатній температурі в умовах хімічної, фармацевтичної та харчової промисловості, ці прилади практично неможливо використовувати для дослідження високотемпературних та агресивних середовищ або для вимірювання локальної швидкості у випадку обмеженого доступу до каналу чи труби. У зв'язку з тим, що при застосуванні методу необхідно використовувати занурені у рідину електроди, індукційна витратометрія обмежена сферою відносно невисоких температур, що лежать значно нижче точки плавлення переважної більшості металів.
Англійську назву ВСЛ —  Lorentz Force Velocimetry (англ.) —  було запропоновано Артуром Шеркліфом ще в середині минулого сторіччя. Та незважаючи на це, практичне застосування методу стало можливим лише відносно недавно; каталізатором цьому послужило створення потужних постійних магнитів на основі рідкісноземельних матеріалів, розробка прецезійних методів вимірювань сили, поява високотехнологічного програмного забезпечення для моделювання процесів магнітогідродинаміки (МГД). Все це дозволило ВСЛ стати конкурентноспроможною методикою для вимірювання витрати рідин. На даний час метод ВСЛ продовжує свій розвиток як техніка вимірювання витрат у прикладній металургії та інших областях. 
Спираючись на запропоновану Шеркліфом теорію було розроблено декілька методів вимірювання витрат, які не потребують механічного контакту з досліджуваною рідиною. Серед них витратомір на базі дії вихрових струмів, що вимірює збуджені потоком рідини зміни електричного опору стрижнів, які взаємодіють з потоком. Існує також безконтактний витратомір, дія якого базується на вимірюванні деформації прикладеного магнітного поля під впливом потоку рідини.

## Принцип дії та фізичний зміст
Принцип дії ВСЛ базується на вимірюванні сили Лоренца, що виникає під впливом зміни магнітного поля. Згідно закону Фарадея, при русі металу або провідної рідини крізь прикладене магнітне поле, у зонах найбільшого градієнту поля (у цьому випадку на "вході" та "виході" з поля) всередині рідини виникає електрорушійна сила (е.р.с.), яка призводить до появи вихрових струмів. У свою чергу, вихрові струми створюють індуковане магнітне поле згідно з законом Ампера-Максвела. Взаємодія між вихровими струмами та результуючим полем призводить до появи сили Лоренца. Сила, що виникає при цьому, має гальмівний вплив на потік і, згідно з  третім законом Ньютона (сила дії дорівнює силі протидії), вона має таку ж величину як і сила, що діє на магніт. Пряме вимірювання сили реакції магніту дозволяє визначити швидкість руху рідини, так як величина сили Лоренца пропорційна швидкості потоку.
Виникнення сили Лоренца при ВСЛ не має нічого спільного з класичними силами притягування та відштовхування магнітних тіл. Її дія обумовлена виключно вихровими струмами, що, у свою чергу, залежать від електропровідності та швидкості руху рідини, а також від сили впливу і форми магнітного поля.
На основі викладеного вище, при перетині потоку рідкого металу і ліній магнітного поля (яке, в свою чергу, генерується катушкою зі струмом або постійним магнітом), виникаючі вихрові струми генерують силу Лоренца (густиною {\displaystyle {\vec {f}}={\vec {j}}\times {\vec {B}}}) . Згідно визначенню:
де {\displaystyle \sigma } —  електропровідність рідини, {\displaystyle v} —  швидкість, і {\displaystyle B} —  індукція магнітного поля. Це давно відомий факт, що широко застосовується на практиці. Ця сила пропорційна швидкості та електричній провідності рідини, і вимірювання її —  основна ідея ВСЛ. В результаті останніх досягнень в області виробництва постійних магнітів з рідкісноземельних матеріалів (виготовлення таких магнітів як, наприклад, неодимові магніти (NdFeB), самаріно-кобальтові магніти (SmCo)) і в сфері конструювання вимірювальних приладів для системи постійних магнітів, дозволили розширити область практичного використання ВСЛ.
Первинне магнітне поле {\displaystyle {\vec {B}}\left({\vec {r}}\right)} може бути індуковане під впливом постійного магніту або первинного струму {\displaystyle {\vec {J}}\left({\vec {r}}\right)} (див. Рис. 1). У рідині, що рухається крізь первинне магнітне поле, виникають вихрові струми. Вони позначені як {\displaystyle {\vec {j}}\left({\vec {r}}\right)} і називаються вторинними струмами. Взаємодія первинних струмів та первинного магнітного поля індукує силу Лоренца, яка гальмує рух рідини
.
Вторинні струми, в свою чергу, створюють магнітне поле {\displaystyle {\vec {b}}\left({\vec {r}}\right)} —  вторинне магнітне поле. Взаємодія первинних вихрових струмів і вторинного магнітного поля призводить до появи сили Лоренца, що діє на магнітну систему
.
Принцип взаємності в ВСЛ виражається в тому, що електромагнітні сили однаково впливають як на рідину, так і на систему магнітів, але діють в протилежних напрямках, як видно з:
Основну градуювальну функцію відношення вимірюваної сили до швидкості потоку може бути отримано, як це можна побачити на спрощеній схемі (рис. 2). Тут невеликий постійний магніт з дипольним моментом {\displaystyle m} розміщено на відстані {\displaystyle L} над напівнескінченним потоком рідини, що рухається з постійною швидкістю {\displaystyle v} паралельно його відкритій поверхні.

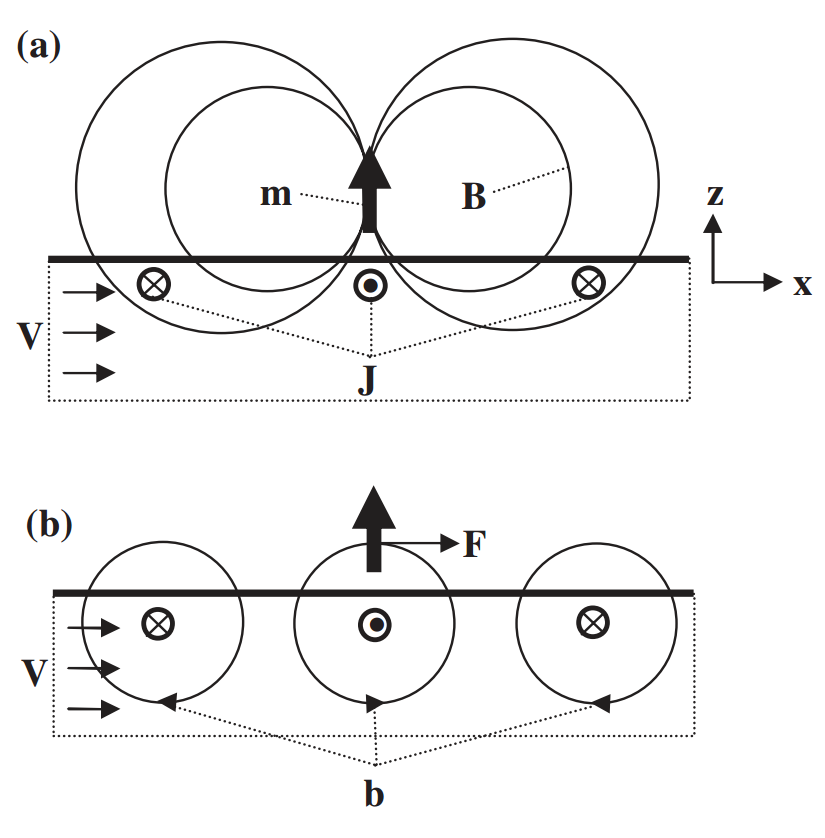
Рис. 2 : Просторовий розподіл ліній магнітного поля в ВСЛ: (a) прикладене магнітне поле і вихрові струми, індуковані в результаті взаємодії магнітного диполя з провідною рідиною, що рухається з постійною швидкістю; (b) індуковане магнітне поле, яке виникло в результаті дії горизонтальних вихрових струмів внаслідок дії закону електро-магнітної індукції. Запозичено з джерела [1].

Для кількісного аналізу градуювальної функції приймаємо, що магніт є точковим диполем з дипольним моментом {\displaystyle {\vec {m}}=m{\hat {e}}_{z}}, магнітне поле якого може бути визначено як:
де {\displaystyle {\vec {R}}={\vec {r}}-L{\hat {e}}_{z}} и {\displaystyle R=\mid {\vec {R}}\mid }. Приймаючи поле швидкості {\displaystyle {\vec {v}}=v{\hat {e}}_{x}} для {\displaystyle z<0}, вихрові струми можуть бути розраховані за допомогою закону Ома для рухомої електропровідної рідини
по відношенню до граничних умов {\displaystyle J_{z}=0} при {\displaystyle z=0} і {\displaystyle J_{z}\to 0} у разі {\displaystyle z\to 1}. По-перше, скалярна величина електричного потенціалу може бути отримана як
звідки нескладно розрахувати густину струму. І, за допомогою отриманих раніше даних та закону Біо-Саварра, можна розрахувати величину індукованого (вторинного) магнітного поля {\displaystyle {\vec {b}}\left({\vec {r}}\right)}. Нарешті, сила може бути отримана як
де градієнт {\displaystyle {\vec {b}}} може бути визначено для положення диполя. Всі ці кроки можуть бути виконані аналітично; в такому разі вирішення проблеми без використання будь-яких наближень буде виглядати як
Що приводить нас до величини

## Основні методи вимірювання
Витратоміри силою Лоренца можуть бути поділені на наступні види згідно методу вимірювання:
- статичні витратоміри, магнітна система яких нерухома та вимірює силу, що діє на неї;
- витратоміри обертання, в яких магніти розташовані на обертовому диску і для визначення витрати вимірюють крутний момент або кутову швидкість.
Згідно розташуванню магнітів відносно каналу, витратоміри силою Лоренца можна також поділити на поздовжні та поперечні (рис. 3).

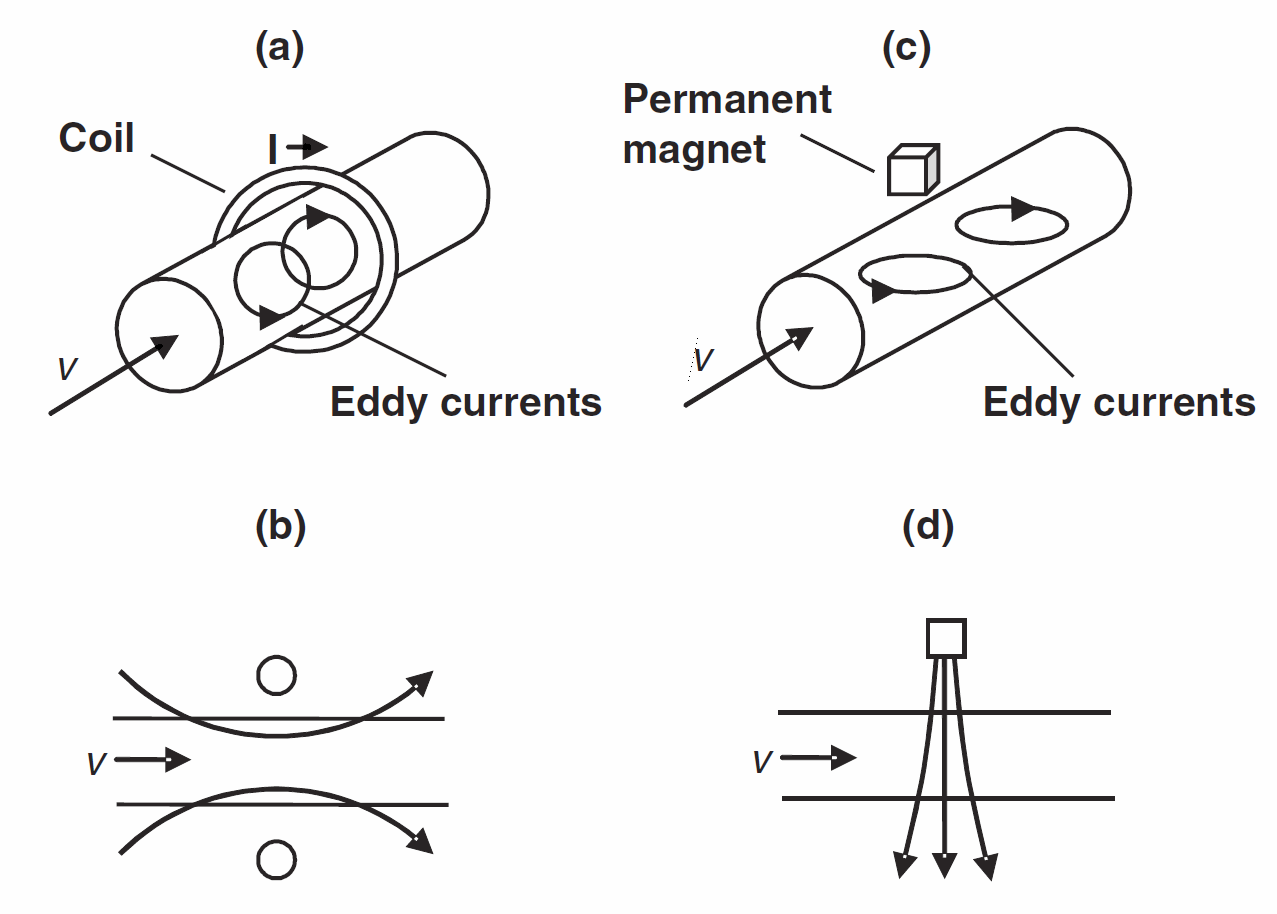
Рис. 3 : Принципова схема ВСЛ: розташування котушки (a) та структура прикладеного (первинного) магнітного поля (b) для поздовжнього витратоміру (c, d). Те саме для поперечного витратоміру. Запозичено з джерела [1].

Принцип вимірювання за допомогою витратомірів обертання базується на використанні обертових постійних магнітів  (або масиву постійних магнітів, які закріплено на диску, як можна зрозуміти з рис. 4). Лінії магнітного поля постійних магнітів перпендикулярні поверхні, в яку вони вбудовані. Коли подібна система розташована поруч з каналом з рухомою електропроводною рідиною, диск обертається так, що рухомий момент, який виникає в результаті дії вихрових струмів, зрівноважується за рахунок гальмівного моменту, який виникає в результаті самого обертання диску. Швидкість обертання при цьому прямо пропорційна швидкості потоку та обернено пропорційна відстані між магнітом та каналом. У цьому випадку можливо вимірювати як момент обертання, так і кутову швидкість магнітної системи.

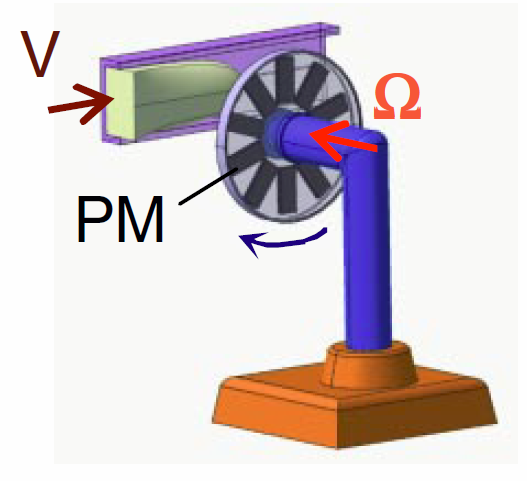
Рис. 4 : Спрощена схема ВСЛ обертання. Запозичено з джерела [1].

## Приклади практичного застосування ВСЛ
Метод ВСЛ може бути застосовано практично для усіх рідин та твердих тіл за умови, що вони є провідниками. Як було доказано раніше, сила Лоренца прямо пропорційна провідності матеріалу. В звичайних випадках електрична провідність складає {\displaystyle 10^{6}} См/м тому сила Лоренца, що виникає в них, не перевищує кількох мН. В той же час такі рідини як розплави скла та розчини електролітів мають електропровідність біля {\displaystyle \sim ~1} См/м, і сила Лоренца, що виникає в результаті, має порядок мкН.

### Високопровідні середовища: рідкі та тверді метали
Серед різноманітних можливостей вимірювання ефекту сили Лоренцу на магнітну систему успішно застосовуються методи, дія яких заснована на вимірюванні відхилу паралельних пружних елементів під впливом прикладеної сили. Наприклад, за допомогою тензодатчику на базі кварцових пружних елементів у сукупності з інтерферометром можна зафіксувати деформацію до 0,1 нм (Рис. 5А)

### Низькопровідні середовища: розчини електролітів та розплави скла

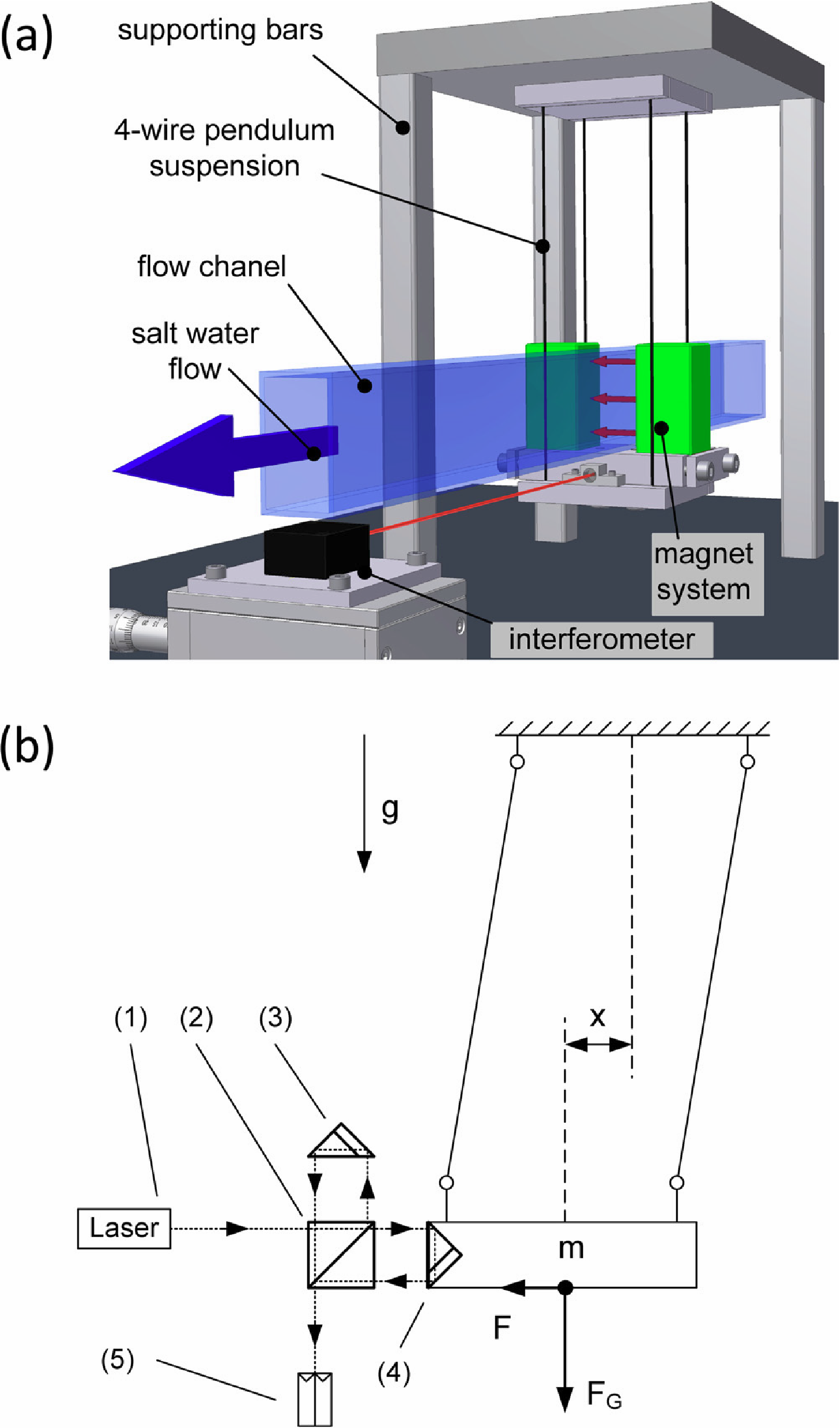
Рис. 6 : Схема безконтактного ВСЛ витратоміра, що використовується при дослідах: (a) Турбулентна течія солоної води (зі значенням числа Рейнольдса між і) зазнає впливу магнітного поля, яке генерується полегшеною системою постійних магнітів чотирьох-важільного маятнику. Зміщення маятнику вимірюється за допомогою інтерферометру, як показано на (b): 1 – He-Ne-Лазер, 2 – випромінювач, 3 – еталонний кубічний кутовий рефлектор, 4 – фотодетектор, і 5 – вимірювач кубічного кутового рефлектора. Джерело

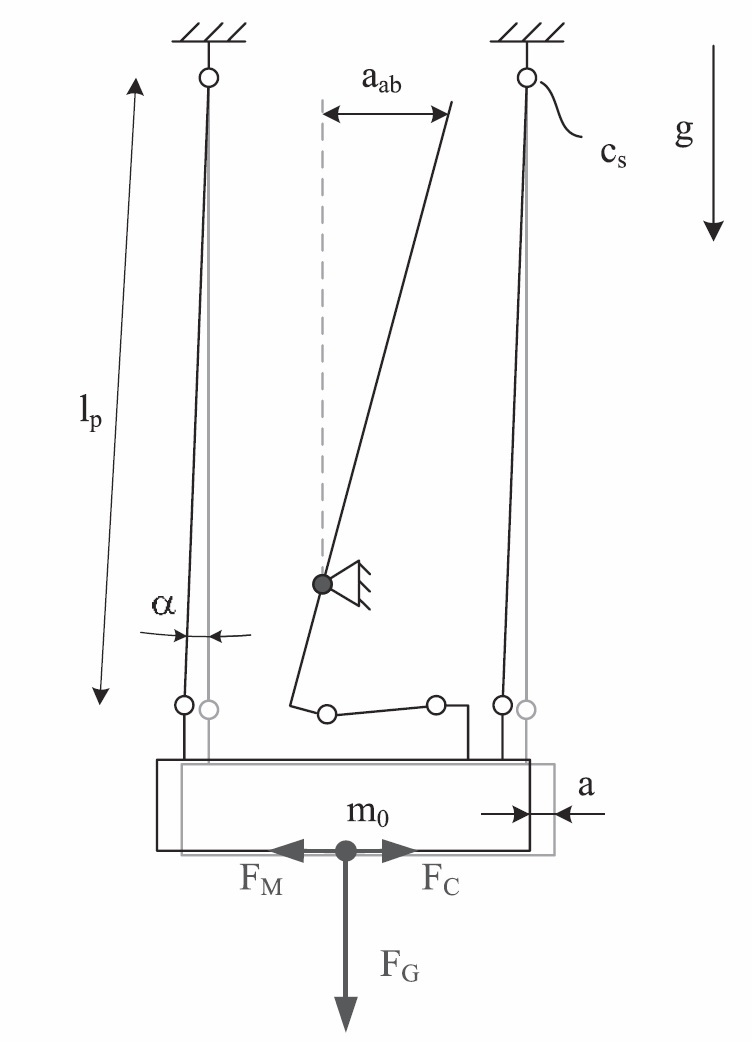
Рис. 7 : Принцип вимірювання, елементи відхилення: -вимірювальна сила, -сила тяжіння, -сила в результаті дії пружного елементу, -коефіцієнт жорсткості, -плече, a -величина зміщення, -зміщення плеча, -кут зміщення, -вага конструкції, -прискорення вільного падіння. Джерело

Останні досягнення в ВСЛ зробили можливим вимірювання витрат рідини навіть у випадку низькопровідних середовищ, зокрема за рахунок використання сучасних вимірювачів сили. Це дозволяє визначати швидкість потоку середовищ з електропровідністю, що в 106 разів нижче, ніж у рідких металів. Існує багато напрямків у науковій та промисловій сферах, де використовуються подібни розчини, і у деяких випадках необхідно визначити витрату безконтактно або крізь непрозорі стінки. Як приклад тут можна привести вимірювання потоку хімічних та харчових продуктів, крові, водних розчинів у фармацевтичній промисловості, соляних розплавів в реакторах електростанцій, а також розплавів скла при виробництві прецезійних оптичних приладів.
Безконтактні витратоміри можуть використовуватися при відсутності механічного контакту як з самою рідиною, так і зі стінками посудини з рідиною, тому вони можуть застосовуватись у випадку забруднених стінок, як, наприклад, при роботі з радіоактивними матеріалами або при сильній вібрації каналів, для чого передбачені портативні витратоміри. Якщо стінки та рідина прозорі, а також існує можливість використання сигнальних частинок, для безконтактного вимірювання витрати звичайно віддають перевагу оптичним методам.
Наразі існує два прототипи витратоміра ВСЛ для низькопровідних середовищ які успішно пройшли випробування і використовуються в лабораторних умовах. Дія обох приладів базується на вимірюванні зміщення маятнико-подібного механізму(Рис. 5 В). Один з витратомірів складається з двох потужних (410 мТл) постійних магнітів, вироблених з NdFeB, що знаходяться з обидвох боків каналу з рідиною та створюють  перпендикулярне потоку магнітне поле. Зміщення магнітів в результаті дії сили Лоренца, яка виникає при цьому, вимірюється за допомогою інтерферометричної системи, (Рис. 6 а). Друга система складається з сучасної системи вимірювання ваги (Рис. 7), до якої прикріплено оптимізовану магнітну збірку Халбаха.
І в першому, і в другому випадку загальна маса магнітної системи дорівнює (1 kg), але сигнал, який вимірюється за допомогою магнітної збірки Халбаха, у три рази перевищує сигнал від звичайної магнітної системи при заданому профілі швидкості. Для вимірювання відгуку системи бажано використовувати дуже чутливі датчики сили, так як швидкість потоку конвертується на базі вкрай малих значень фіксуємої сили Лоренца. Ця сила у комбінації з незбіжним впливом ваги конструкції {\displaystyle F_{G}=m\cdot g} складає біля {\displaystyle F/F_{G}=10^{-7}}.

### Сігмометрія силою Лоренца

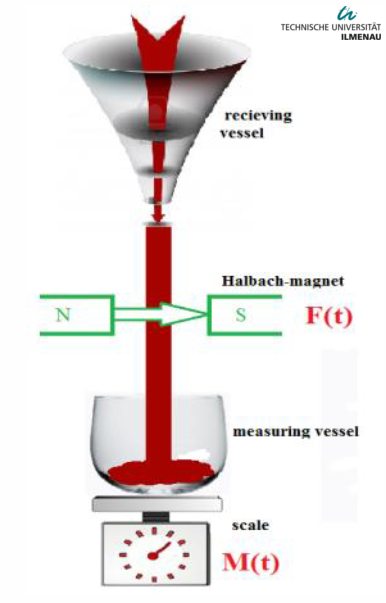
Рис. 8 : LOFOS, принцип роботи.

Сигмометрія силою Лоренца (LOFOS - від анг. LOrentz FOrce Sigmometry) —  це безконтактний метод вимірювання теплофізичних властивостей матеріалів як у рідкому, так і в твердому стані. Точне визначення електропровідності, густини, в'язкості, теплопровідності та поверхневого натягу розплавлених металів дуже важливе для промислового застосування. Одна з найбільших проблем, що виникає при дослідному визначенні теплофізичних властивостей рідин в умовах високої температури (>1000 K) —  проблема хімічної реакції між досліджуваним середовищем та електричним зондом.
Основне рівняння розрахунку електропровідності може бути виведене з рівняння, яке пов'язує масову витрату {\displaystyle {\dot {m}}} і силу Лоренца {\displaystyle F}, індуковану магнітним полем:
де {\displaystyle \Sigma ={\frac {\sigma }{\rho }}} —  питома електропровідність, що дорівнює співвідношенню електропровідності {\displaystyle \sigma } й густини маси рідини {\displaystyle \rho }.  {\displaystyle K} —  це емпірична константа, що залежить від геометрії системи LOFOS.
З рівняння вище сумарна маса може бути знайдена як:
де {\displaystyle {\tilde {F}}} —  інтегральна сила Лоренца за час процесу. На базі цього рівняння й приймаючи до уваги формулу питомої електропровідності, можна вивести фінальне рівняння для розрахунку електропровідності рідини у формі:

### Часопролітний метод вимірювання швидкості силою Лоренца
Часопролітний метод вимірювання швидкості силою Лоренца, призначений для безконтактного визначення витрати провідних рідин.

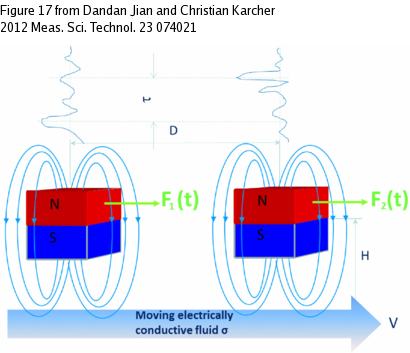
Рис. 9: Часопрольотна ВСЛ: принцип роботи. Джерело

Метод може бути успішно застосовано навіть за відсутності такої інформації про властивості досліджуваного матеріалу, як електропровідність та густина. Ця перевага часопрольотної ВСЛ робить її особливо привабливою для застосування в умовах промисловості, наприклад, при роботі зі сплавами або у випадку змінних зовнішніх умов.
При використанні методу (Рис. 9) дві ідентичні вимірювальні системи розміщені вздовж каналу з електропровідною рідиною. Кожна з систем складається з двох постійних магнітів та жорсто прикріпленого до них вимірювача сили. У такому разі збудження сили Лоренца та її вимірювання відбувається за допомогою однієї й тієї ж системи. Принцип вимірювання базується на отриманні перехресної функції сигналів, зареєстрованих за допомогою датчиків сили. Так як перехресна функція має корисне значення лише за наявності якісної різниці між порівнюваними сигналами, для створення такої різниці застосовуються штучно створені турбулентні збурення.
Досліджувана рідина, що протікає по каналу, до досягнення частини каналу з вимірювальними системами проходить спеціальний пристрій для створення сильних збурень —  генератор вихрів. Коли створений таким чином вихор досягає магнітного поля вимірювальної системи, вона фіксує збурення вимірюваної сили і на її профілі сили спостерігається пік, так як через другу вимірювальну систему все ще протікає стабільний потік. Після цього вихор досягає другої системи і пік спостерігається на другому профілі сили. Так як відстань між вимірювальними системами точно відома, а час між піками можна визначити за допомогою перехресної функції, швидкість потоку може бути визначена як відношення відстані до часу. Якщо взяти до уваги те, що об'ємна витрата рідини у каналі незмінного перерізу дорівнює добутку швидкості та площі перерізу, витрата рідини може бути розрахована за допомогою наступного виразу:
де {\displaystyle D} —  відстань між магнітними системами, {\displaystyle \tau } —  час між піками, а {\displaystyle k} —  емпіричний коефіцієнт, що залежить від геометрії каналу та вимірювальних систем.

## Струмовихрова дефектоскопія силою Лоренца (СДЛ)

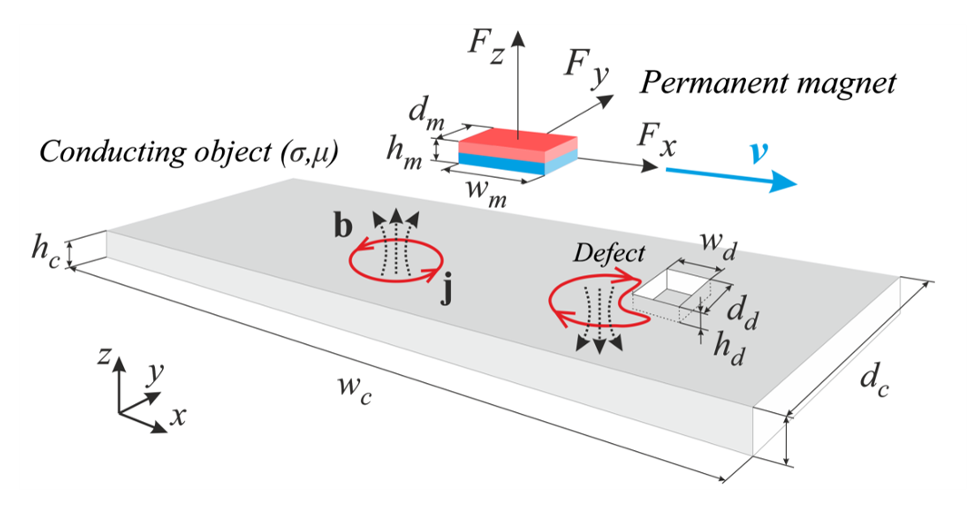
Рис. 10 : Принцип роботи СДЛ. Джерело

Інша, але фізично подібна задача - виявлення каверн та неоднорідностей, що глибоко залягають у електропровідних твердих матеріалах.
У більш традиційній версії струмовихрової дефектоскопії для генерування вихрових струмів у досліджуваному матеріалі застосовується змінне магнітне поле. Якщо матеріал містить тріщини або каверни, просторовий розподіл електропровідності стає неоднорідним і траєкторія вихрових струмів зазнає збурень, в результаті чого змінюється індуктивність котушки, яка створює змінне магнітне поле. За допомогою вимірювання індуктивності цієї котушки і можуть бути виявлені дефекти. Але виходячи з того, що вихровий струм створюється за рахунок змінного магнітного поля, його проникнення в область матеріалу обмежується скін-ефектом. В результаті цього область застосування традиційної версії струмовихрової дефектоскопії обмежується аналізом поверхні матеріалу, звичайно глибиною порядку одного міліметру. Спроби обійти це обмеження за допомогою використання низькочастотних котушок і надпровідних датчиків магнітного поля не призвели до бажаних результатів.
Сучасна методика, що називається дефектоскопією силою Лоренца, має суттєву перевагу за рахунок використання постійного магнітного поля і взаємного переміщення матеріалу та джерела магнітного струму, що дозволяє глибоко і відносно швидко дослідити електропровідний матеріал. Загалом, СДЛ являє собою модифікацію традиційної струмовихрової дефектоскопії, з якої можна виділити два аспекти: (1) як генеруються вихрові струми і (2) як реєструються їх збурення. В СДЛ вихрові струми генеруються за рахунок взаємного переміщення досліджуваного провідника і постійного магніту (Рис. 10). Коли магніт проходить над дефектом, сила Лоренца, що діє на нього, викривляється і виявлення цього викривлення є основним принципом вимірювання у СДЛ. Якщо досліджуваний об'єкт не містить дефектів, результуюча сила Лоренца залишається сталою.

## Переваги
Цей метод відноситься до безконтактних технік вимірювання швидкості потоку рідини. Він не потребує присутності сигнальних частинок або занурювального зонду, тому може бути застосований при досліджені як швидкості, так і витрати таких агресивних й високотемпературних матеріалів, як рідкі метали.
Ще однією перевагою методу є можливість визначення середньої швидкості потоку незалежно від впливу неоднорідностей потоку та присутності зон турбулентності.

## Недоліки
До недоліків методу ВСЛ можна віднести наступні обмеження:
1. Необхідність попереднього калібрування вимірювальної системи з метою визначення коефіцієнту залежності сили Лоренца від швидкості потоку.
2. Невеликі значення сили магнітного поля постійних магнітів, що застосовуються для генерування сили Лоренцу, що призводить до низьких значень сили, для реєстрації яких необхідні прецизійні прилади.
3. Обмеження зони вимірювання швидкості розміром магніту.
4. Необхідність контролю температури постійних магнітів, яка не повинна перевищувати точку Кюрі.